# Gustave Isambert
Gustave Honoré François Isambert, né le 20 octobre 1841 à Saint-Denis-les-Ponts où il est mort le 14 avril 1902, est un homme politique français.
Il est le fils de François Michel Isambert, meunier, et de Faustine Julie Péan.

## Biographie

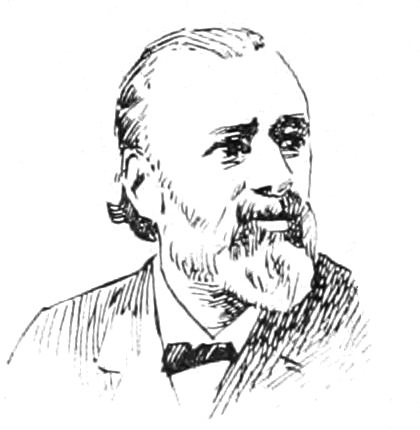
« La Nouvelle Chambre : Isambert », Le Monde moderne, Maurice Dulac, décembre 1898.

Il commence ses études à Châteaudun et les poursuit au lycée de Vendôme. De 1858 à 1860, il fait ses débuts de journaliste à l'Union agricole (journal publié à Chartres) que vient de fonder Ferdinand Jumeau. Il se rend à Paris en 1860 où il devient le collaborateur de divers journaux tels que la Voie nouvelle, la Jeune France, le Mouvement, la Jeunesse et le Temps. En 1862, il devient rédacteur au Courrier du dimanche, journal d'opposition au Second Empire qu'il dirige un temps. Puis, il rejoint le journal Le Temps où il rédige « le bulletin du jour ». En 1868, il part diriger à Reims l'Indépendant rémois, journal d'opposition au Second Empire mais il revient à Paris en 1870 pour continuer sa collaboration avec Le Temps. 
Pendant la guerre de 1870, il dirige le service de presse de la délégation à Tours du gouvernement de la Défense nationale. Il y rencontre Léon Gambetta dont il deviendra un ami fidèle. Il travaille auprès de lui à Paris, puis à Tours, puis à Bordeaux à l'organisation de la Défense nationale.
En octobre 1871, il fait publier à la Librairie internationale, Combat et incendie de Châteaudun, 18 octobre 1870, contenant le récit complet, appuyé par de nombreuses pièces justificatives, des événements qui se sont passés le 18 octobre 1870 à Châteaudun. Ce livre permet de comparer les versions du commandant Lipowski et du commandant Testanières entre elles et avec les récits allemands.
À la fin de l'année 1871, il prend part à la fondation de la République française dont il devient, à l'initiative de Léon Gambetta, le rédacteur en chef en 1879. Mais, après la mort de celui-ci, il est évincé en 1883 de la direction, puis de la rédaction. Il fournit alors de nombreux articles, notamment au Lyon républicain et au Temps sur l'art, la littérature et les mœurs. En 1892, il commence une collaboration politique avec le journal Le XIXe siècle où écrit déjà son collègue et ami Louis Terrier.
En 1882, les électeurs de Châteaudun, sans l'avoir même consulté, l'élisent au conseil municipal de leur ville. En 1884, il est élu à la suite de son père et de son grand-père maire de Saint-Denis-les-Ponts (Eure-et-Loir). Anticlérical, il se présente sans succès aux élections législatives de 1871, 1881 et 1885. Il est élu député d'Eure-et-Loir en 1889 sous les couleurs de l'Union républicaine. Il sera réélu aux deux élections législatives suivantes et occupera la fonction jusqu'en 1902.

Il occupera la vice-présidence de la Chambre en 1896
Membre de l'Union républicaine, il fonde en 1894 un nouveau groupe parlementaire, l'Union progressiste, fort de 92 membres qu'il préside et qui s'oppose notamment au gouvernement Méline.
Gustave Isambert se marie en mars 1882 à Paris avec Eulalie Adélaïde Neubauer, le témoin de son mariage est Léon Gambetta. Les époux ont eu une fille unique, Jeanne, décédée très jeune en août 1893. Sa veuve meurt en novembre 1902 "empoisonnée par l'oxyde de carbone échappé d'un poêle qu'elle avait eu l'imprudence de laisser allumé dans sa chambre à coucher."
Il existe un fonds Isambert constitué de 6000 ouvrages donnés ou légués par Gustave Isambert et sa veuve, constitué de documents divers du XIXe siècle : brochures, livres, gravures, pièces parlementaires, lequel peut être consulté à la médiathèque de Châteaudun.

## Œuvres
- La loi militaire de 1868, expliquée par demandes et par réponses, (avec P. Coffinhal-Laprade), Paris, 1868
- L'Impôt, expliqué par demandes et par réponses. Catéchisme du contribuable, Paris, 1868.
- Combat et incendie de Châteaudun (18 octobre 1870), Librairie internationale, 1871 (107 p.)
- Lettres de Mademoiselle de Lespinasse : notes et notices, Paris, 1876-1877, deux volumes
- Le Neveu de Rameau, de Diderot : notes et notices, Paris, 1876
- La défense de Châteaudun 18 octobre 1870, Paris, 1885 (153 p.)
- La vie à Paris pendant une année de la Révolution 1791-1792, Alcan 1896 (352 p.)

## Sources
- « Gustave Isambert », dans le Dictionnaire des parlementaires français (1889-1940), sous la direction de Jean Jolly, PUF, 1960 [détail de l’édition]
- Portrait biographique de Gustave Isambert publié en 1892 dans journal Le Progrès et repris par le journal Le Réveil National du 12 mars 1892.